# Józef Hoene-Wroński
  Józef Hoene-Wroński    (Wolsztyn, 23 d'agost de 1776 - París, 9 d'agost de 1853), de naixement Jozef Hoene (el Wronski el va afegir més tard a la seva vida), va ser un filòsof messianista polonès. Conegut com a matemàtic per haver establert la matriu i el determinant wronskià, també va destacar en altres camps com a físic, inventor, jurista i economista.

## Vida
Procedent d'una família txeca establerta a l'oest de Polònia, el seu pare Antoni era l'arquitecte municipal de Poznań. Format a Poznań i Varsòvia, als 17 anys va començar la seva carrera militar com a segon tinent d'artilleria en l'aixecament de Kosciuszko, en defensa de la independència de Polònia. Fet pres pels russos, va servir a l'exèrcit rus fins al 1797. Després de la mort del seu pare durant la guerra, va gastar l'herència traslladant-se a Königsberg (actual Kaliningrad), on va estudiar, breument, dret, matemàtiques i filosofia en diverses universitats. L'any 1800 traslladar a França i es va allistar a la legió polonesa a Marsella i va treballar per al Observatori de Marsella.
Es va quedar a França fins a la seva mort, i va ser el francès, l'idioma en què va escriure tota la seva obra, perquè, segons deia, les seves idees havien de ser accessibles per a tothom. Al llarg de la seva vida va publicar un centenar de llibres. La seva primera obra va ser Filosofia crítica, fundada en el primer principi de l'ésser humà, publicat a Marsella l'any 1803. Va ser el primer llibre que va qüestionar la filosofia de Kant. Aquell mateix any va començar a observar l'espai, per tal d'elaborar teories sobre l'origen de l'univers. El 1810, va publicar de manera extensa la seva doctrina, que no va ser gaire acceptada per la comunitat científica, fet que el va retirar de l'observatori i va començar a sobreviure donant classes particulars de matemàtiques.
L'any 1810 es va traslladar a París, on es va casar el mateix any amb una de les sevEs alumnes de Marsella: Victoire Henriette Sarrazin de Mountferrier, germana del matemàtic Alexandre Mountferrier. Va ser llavors quan va adoptar el cognom Wronski.
Durant els seus primers anys a París, va dur a terme una recerca intensiva en l'anàlisi matemàtica, subsidiat pel banquer Pierre Arson, que n'era un deixeble devot. Però es van distanciar a causa d'una violenta disputa per temes financers que va desencadenar un judici el 1819.

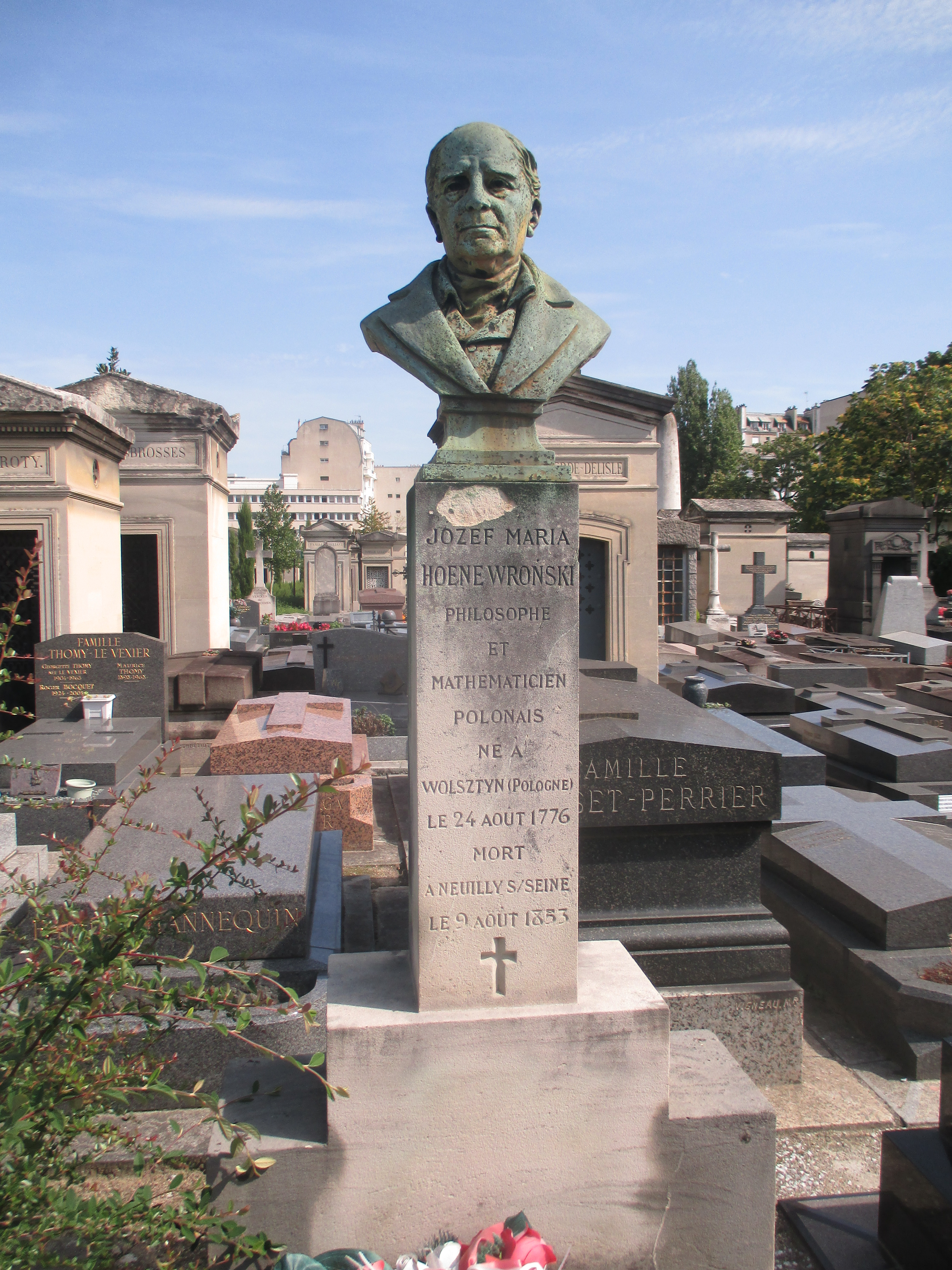
Tomba de Wronski al cementiri de Neuilly.

Ja a Londres, on va estar entre 1819 i 1823, va intentar, sense èxit, ser admès a la Board of Longitude. També va provar d'entrar a la Royal Society amb els seus escrits sobre hidrodinàmica. En tornar a París, va tornar a centrar-se en les matemàtiques, tot i que la falta d'èxits el va redreçar al camp de la filosofia messiànica. Durant la dècada dels 30, Wronski va investigar la locomoció i va intentar trobar un mitjà de transport alternatiu als recentment desenvolupats ferrocarrils. Va passar els seus últims anys en la pobresa fins que va morir l'any 1853 a Neuilly-sur-Seine.

## Llegat
Gran part de les teories que va desenvolupar Wronski al llarg de la seva vida van ser considerades de poc fonament científic; de fet, en poques ocasions se'ls va donar validesa. Tot i així, el seu treball s'ha considerat digne d'un pensament profund i madur, amb certs resultats força vàlids, sobretot en el camp de les sèries. Les seves crítiques a Lagrange eren, en la majoria dels casos, infundades, però tot i així se li atribueix una matriu que, mitjançant el càlcul del seu determinant, té utilitats diverses en l'àlgebra, el wronskià, el nom que sir Thomas Muir li va donar l'any 1882.
Se'l considera el més destacable dels metafísics polonesos de principis de segle xix, i un dels més grans a nivell europeu. La seva forta convicció, lligada a la seva gran dissort i a la disparitat dels seus estudis, fa que sempre se l'hagi considerat estrany i enigmàtic, la perfecta contraposició de realisme i obscuritat.

## Obres
- Philosophie de l'infini - Filosofia de l'infinit (1814)
- Propédeutique messianique - Pròdom del messianisme (1831)
- Messianisme: Métapolitique messianique : désordre révolutionnaire du monde civilisé - Metapolítica messiànica, o filosofia absoluta de la política (1839)
- Messianisme: ou, Réforme absolue du Savior humain - Messianisme o reforma absoluta del saber humà (1847)
- Philosophie absolue de l'Histoire, ou Genèse de l'Humanité - Filosofia absoluta de la història, o gènesi de la humanitat (1852)